# Nycterimyia perla
Nycterimyia perla är en tvåvingeart som beskrevs av Yang 2003. Nycterimyia perla ingår i släktet Nycterimyia och familjen Nemestrinidae. Inga underarter finns listade i Catalogue of Life.